# Ściecki
Ściecki, Stecki (biał. Сцяцкі, Sciacki; ros. Стецки, Stiecki) – wieś na Białorusi, w obwodzie mińskim, w rejonie stołpeckim, w sielsowiecie Zajamno, przy drodze magistralnej M1. Graniczy ze Stołpcami.

## Historia
W dwudziestoleciu międzywojennym leżały w Polsce, w województwie nowogródzkim, w powiecie stołpeckim, w gminie Stołpce. W 1921 miejscowość liczyła 414 mieszkańców, zamieszkałych w 82 budynkach, wyłącznie Białorusinów wyznania prawosławnego.
Po II wojnie światowej w granicach Związku Sowieckiego. Od 1991 w niepodległej Białorusi.